# Rhabderemia mammillata
Rhabderemia mammillata är en svampdjursart som först beskrevs av Thomas Whitelegge 1907.  Rhabderemia mammillata ingår i släktet Rhabderemia och familjen Rhabderemiidae. Inga underarter finns listade i Catalogue of Life.